# Parlamento de París

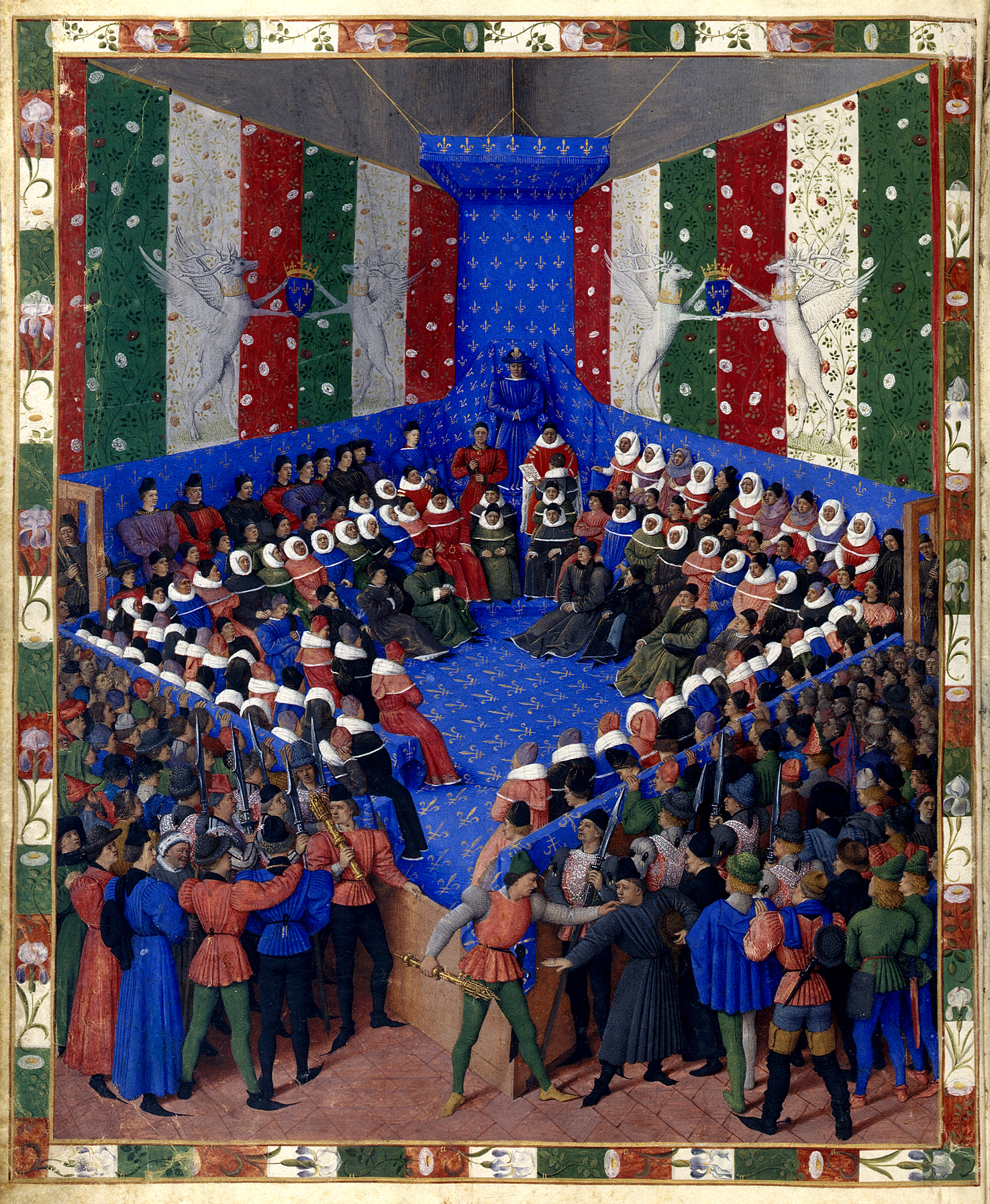
Lit de justice de Carlos VII en Vendôme, en 1458.
Miniatura de Jean Fouquet en frontispicio del Bocacio de Munich, ca, 1459-1460, Múnich, Biblioteca Estatal de Baviera

El Parlamento de París (en francés: Parlement de Paris) fue una institución francesa del Antiguo Régimen. Formó parte de los «tribunales soberanos», que pasaron a recibir el nombre de «tribunales superiores»  a partir de 1661, en que se inició el reinado personal de Luis XIV. Tuvo sus orígenes en la Curia regis medieval, y apareció como tal a mediados del siglo XIII. Fue adquiriendo autonomía de modo progresivo para juzgar los contenciosos como órgano especializado con sesiones regulares, la curia in parlamento, que San Luis, rey de Francia estableció en la isla de la Cité, al lado del palacio real, y que tuvo su primera reglamentación general con una ordenanza de Felipe III en 1278.
A partir del siglo XV, se crearon en diversas provincias otros parlamentos. Sin embargo, el de París siguió siendo el tribunal de mayor importancia en el reino. Era conocido simplemente como "El Parlamento".

## Papel que desempeñó

### Atribuciones judiciales

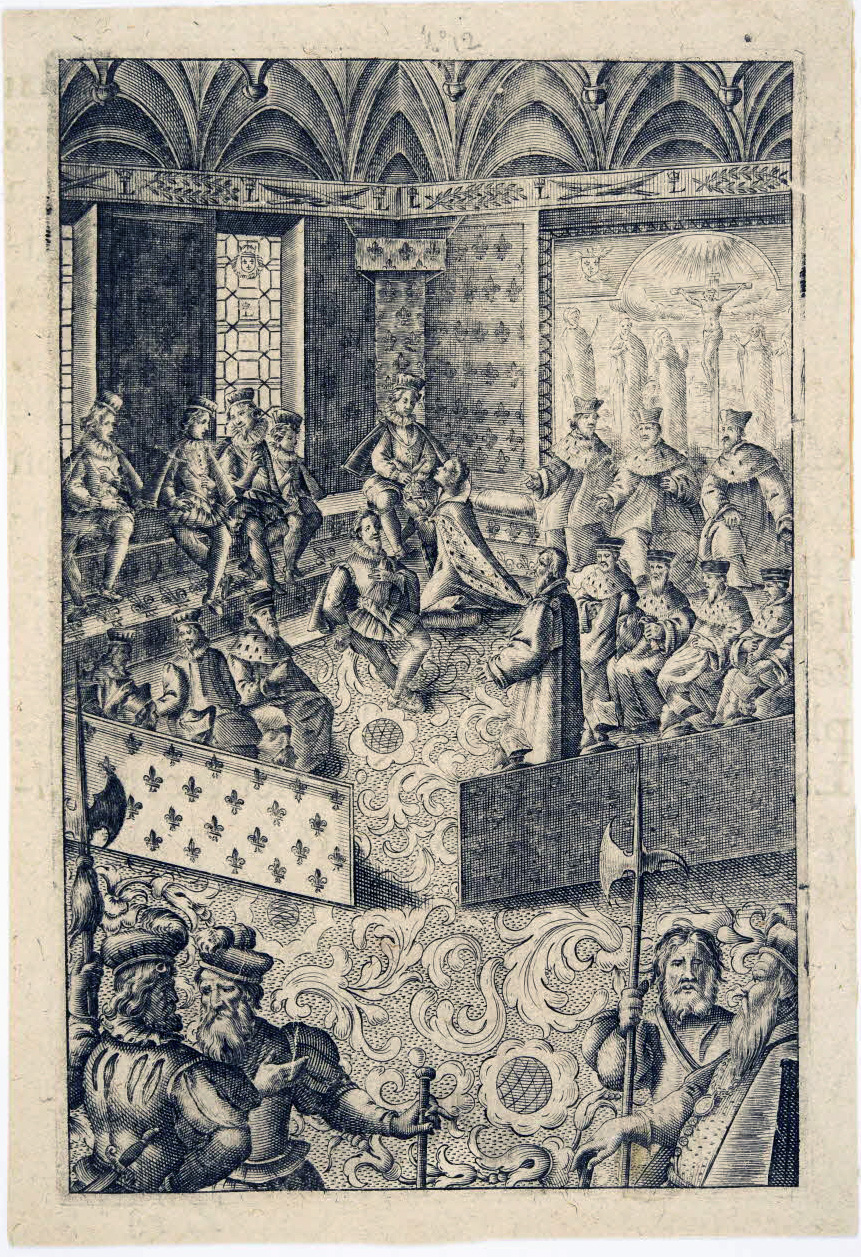
Lit de justice sostenido por Luis XIII el día después de la muerte de su padre. Archives Nationales AE-II-3890.

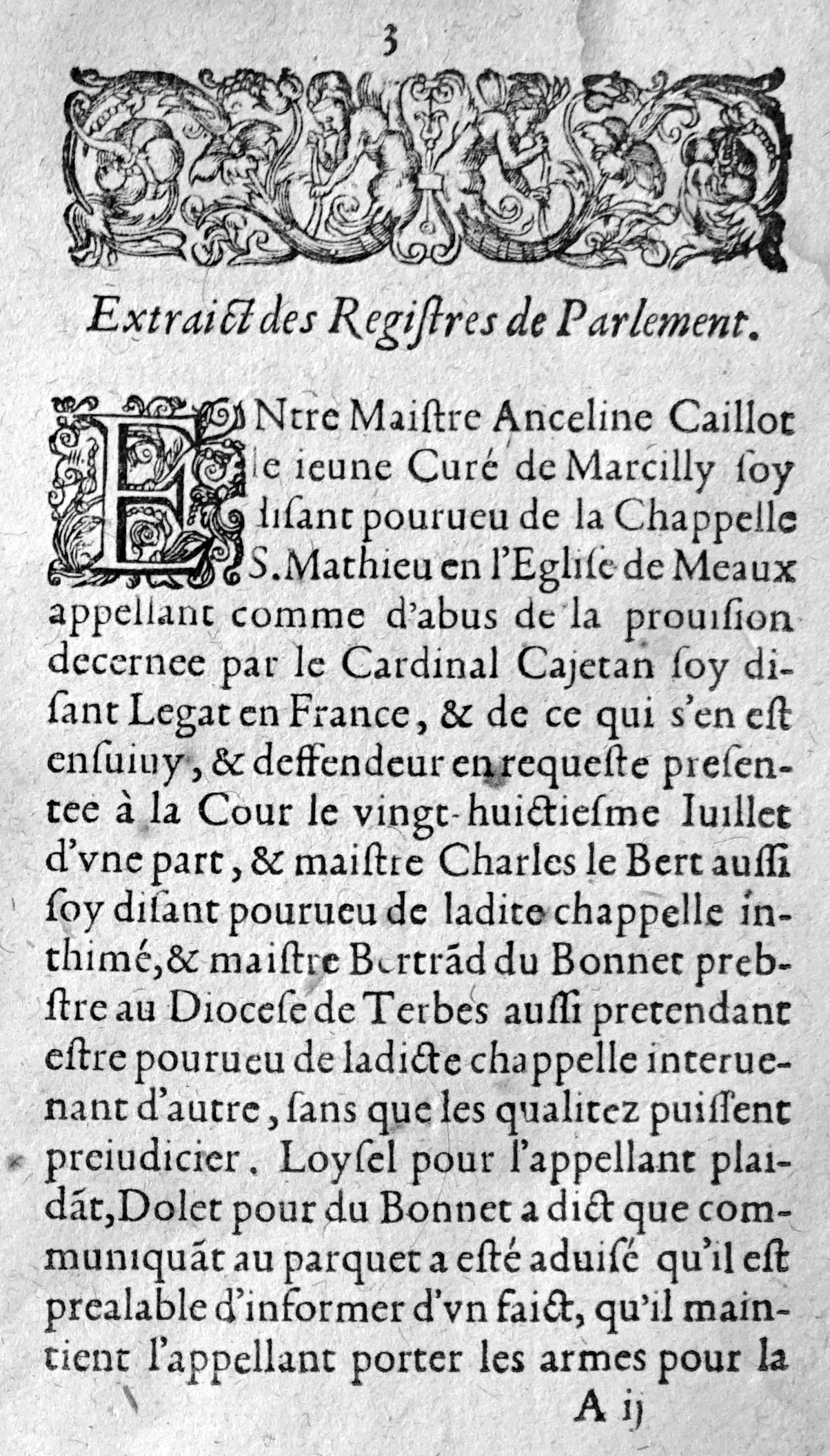
Publicación de una orden del parlamento de 1594.

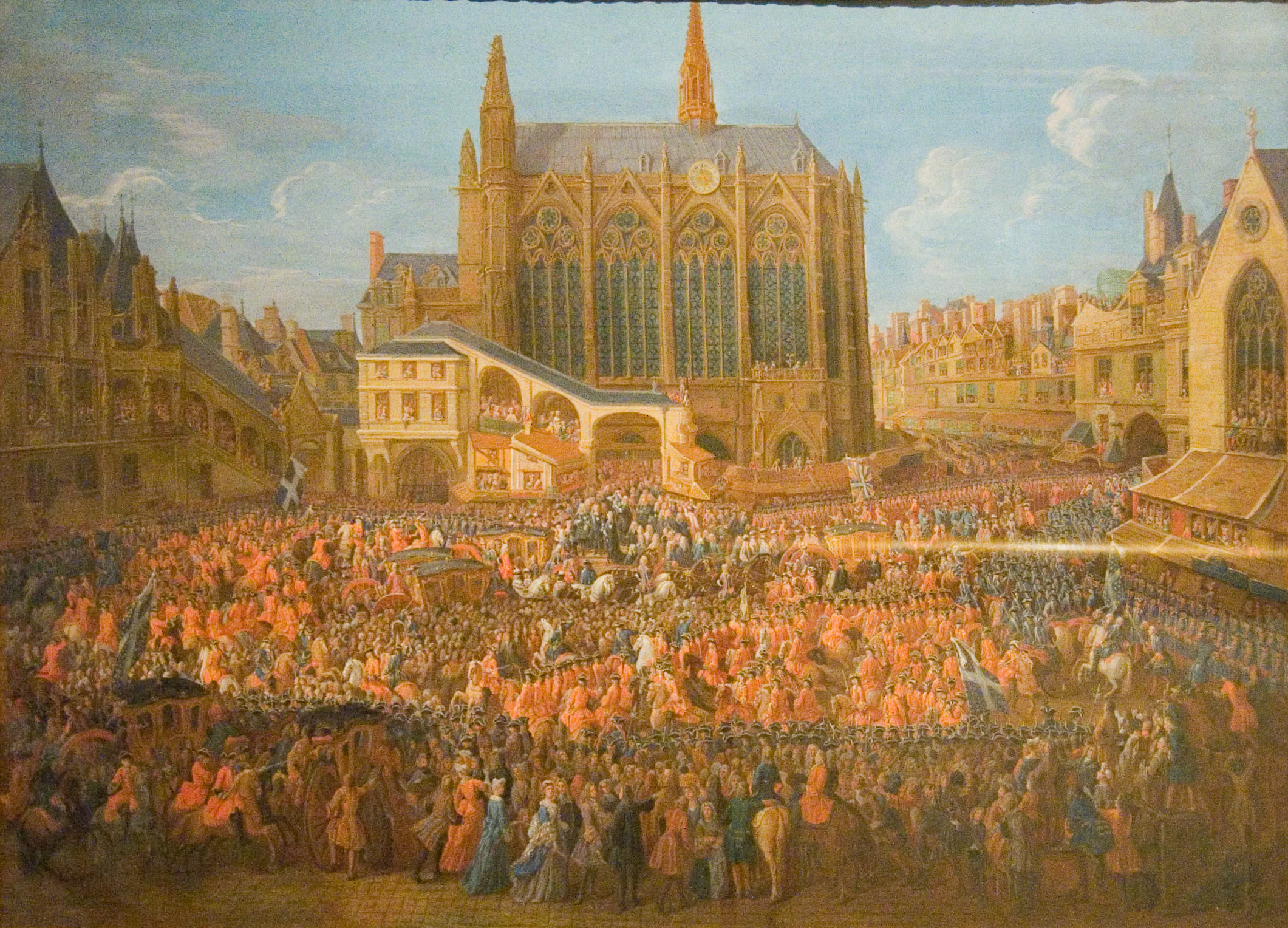
Luis XV saliendo del lit de justice sostenido en el parlamento el 12 de septiembre de 1715, según Pierre-Denis Martin.

Mapa de los Parlamentos en 1789.

El parlamento gozaba de la delegación de justicia, lo que le permití dictar sentencias en nombre del rey. Al representar al rey al más alto nivel en cuanto a sus prerrogativas judiciales, su jurisdicción se extendía a la totalidad del reino. En 1278, además, se creó en el seno del Parlamento de París una sección que se encargaba de los asuntos que llegaban «de la tierra gobernada por derecho escrito», es decir, del sur de Francia.
El parlamento era un tribunal soberano, por lo que sus decisiones eran inapelables. Sin embargo, el rey podía presidir ese tribunal, modificar sus sentencias, interrumpir un procedimiento o llevar un caso ante su Consejo. A solicitud de un litigante, presentada por uno de los procuradores, podía anular (casser, romper) el dictamen por ser erróneo y enviar el caso ante el tribunal para que este volviese a dirimir (procedimiento precursor de la casación, del verbo casser).
El Parlamento juzgaba en primera instancia las causas relativas a los vasallos del rey. A partir de 1278, sin embargo, la mayoría de esas causas se llevaron a otras instancias, como los bailliages y las sénéchaussées, y únicamente los grandes señores feudales o aquellos que gozaban de un fuero personal otorgado por el rey fuern juzgados ante el parlamento.
El Parlamento resolvía las apelaciones de las jurisdicciones reales de menor rango (bailliages, prévôtés) y de los órganos judiciales señoriales de su competencia (cerac de la mitad del reino).

### Atribuciones no judiciales
El Parlamento conservaba atribuciones propiamente administrativas: como la inspección de los administradores locales o la participación en la elaboración de distintas ordenanzas. El propio rey utilizó con frecuencia el Parlamento como órgano consultivo, en especial en momentos de crisis y lo invitó a que participase en las reformas judiciales o administrativas que propuso.
Para completar ambigüedades de las leyes o para fijar reglas de procedimiento aplicables, el Parlamento también elaboraba reglamentos.
Por último, registraba las ordenanzas y edictos reales, lo que permitía que pudieran alegarse en decisiones del Tribunal (esta formalidad equivalía en cierto modo a su publicación en el Boletín Oficial). Si el Parlamento opinaba que una ley era contraria a los intereses del Estado, tenía un derecho de objeción (remontrance), que le permitía negarse a registrarla y presentar observaciones al rey. Había tres grados: la "remontrance" propiamente dicha, la "representación" y el más sencillo, la carta. Para imponer su voluntad al Parlamento, el rey podía en un primer momento emitir una carta conminatoria ordenando de modo expreso al parlamento el registro. Si la asamblea mantenía su criterio utilizando "remontrances iterativas", el rey podía forzar el registro por medio de un «lecho (o asiento) de justicia» («lit de justice»). Entre 1673 y 1715, el parlamento fue privado de facto de este derecho por Luis XIV, que exigió el registro de sus decisiones antes de que el Parlamento pudiera emitir sus remontrances.

## Composición y organización
Hasta finales del siglo XIII, el Parlamento estaba integrado por prelados y barones del reino, oficiales de palacio y agentes locales del rey, baillis o senescales, alrededor de oficiales profesionales, los maestros y consejeros del parlamento, reclutados principalmente entre los legisladores del Consejo del Rey. Progresivamente, estos últimos adquirirán un papel más relevante y serán quienes aseguren su funcionamiento.
La Cámara de litigios, que luego se llamó la Gran Cámara, era el corazón del Parlamento. Juzgaba las apelaciones de las jurisdicciones inferiores sobre las que tenía competencia. Los casos de crimen de lesa majestad eran competencia suya, así como los procesos que afectaban a los pares, a los apanages y a los parlamentarios. En total lo formaban más de cien magistrados y los duques y pares, que usaban de modo particular de este privilegio. Luego se fue especializando en varias cámaras fijas, y alguna creada especialmente para juzgar casos extraordinarios, como la que se creó en 1679 para instruir el Asunto de los venenos.
El Parlamento de París fue suprimido en 1771 por el canciller Maupeou que lo sustituyó por seis Tribunales Superiores en Arras, Blois, Clermont-Ferrand, Lyon, París y Poitiers. Los cargos eran móviles y no venales, pero resultó complicado encontrar candidatos. Al acceder al trono en 1774, Luis XVI restableció el Parlamento de París que pudo de ese modo reanudar su oposición al absolutismo.

## Grandes asuntos llevados por el parlamento de París

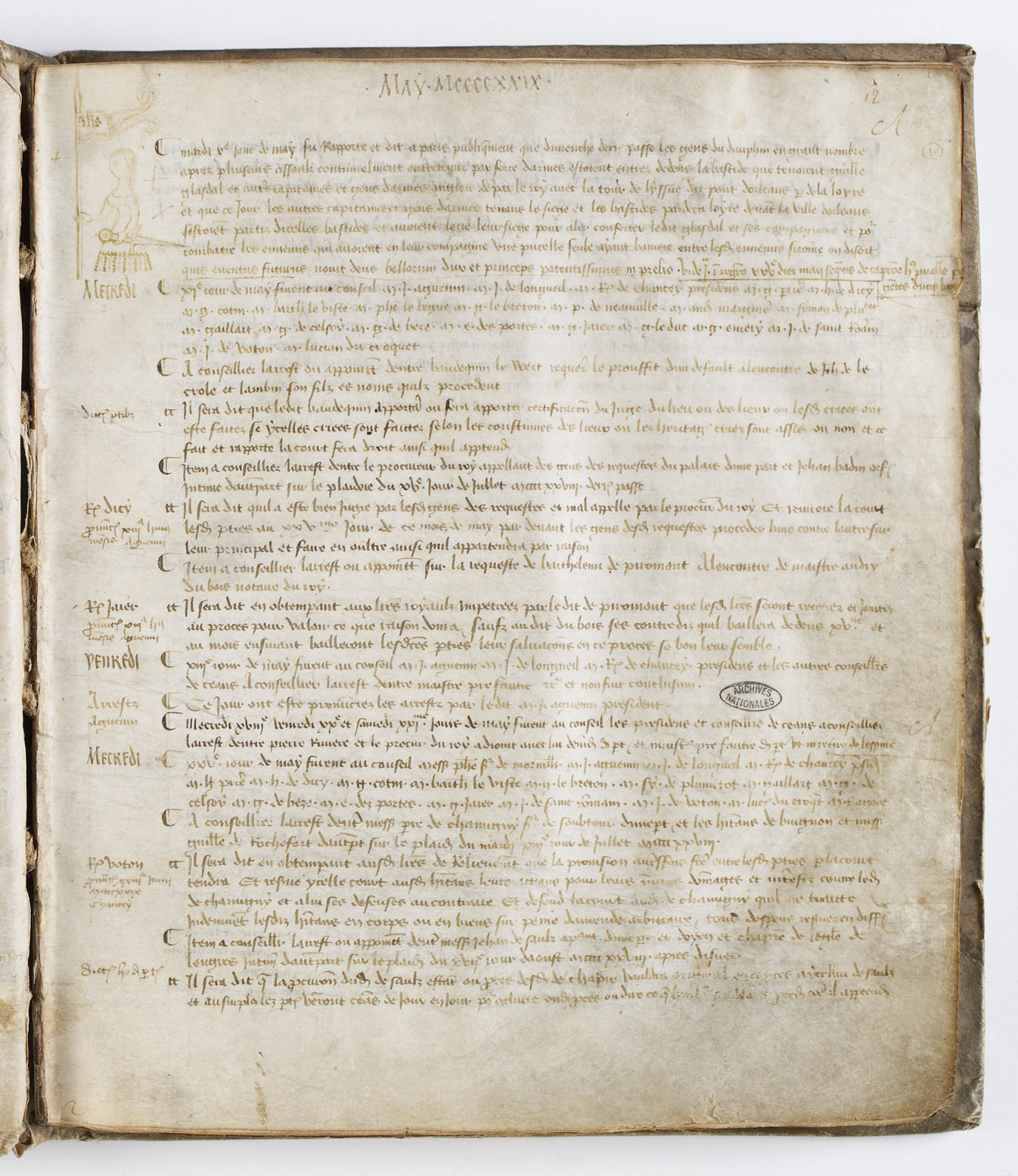
Registro del Parlamento de París (ca. 1430).

- casación del testamento de Luis XIII para conceder la regencia a Ana de Austria en 1643;
- casación del testamento de Luis XIV para conceder la regencia a Felipe de Orleans, el Regente, en 1715;
- la Fronda parlamentaria en 1648-1649;
- la lucha secular contra los jesuitas que desembocó en su expulsión en 1594 y 1764;
- el asunto de los venenos en el que se vio comprometida Madame de Montespan;
- la lucha contra la bula Unigenitus del papa Clemente XI a partir de 1713;
- el apoyo a los jansenistas en los siglos XVII y XVIII;
- el asunto del collar en 1785.